# Ostaszewo (województwo warmińsko-mazurskie)
Ostaszewo – wieś w Polsce, położona w województwie warmińsko-mazurskim, w powiecie nowomiejskim, w gminie Grodziczno.
| SIMC    | Nazwa              | Rodzaj    |
| ------- | ------------------ | --------- |
| 1044815 | Buchnowo           | część wsi |
| 1045217 | Kolonia nad Bagnem | część wsi |
| 1044287 | Nad Jeziorem       | część wsi |
| 1044330 | Piaski             | część wsi |
| 1044347 | Piecki             | część wsi |
| 1044614 | Wesołowo           | część wsi |

W latach 1975–1998 miejscowość położona była w województwie toruńskim. Wieś częściowo położona nad Jeziorem Hartowieckim.

## Historia
W drugiej połowie listopada 1906 r. w miejscowej szkole elementarnej odbył się strajk dzieci przeciwko nauczaniu religii w języku niemieckim. Strajk trwał tylko jeden dzień. Z uczestników strajku znane jest nazwisko jednego uczestnika: J. Łużyński. Strajk był elementem znacznie większej akcji biernego oporu wobec pruskich władz szkolnych, która na przełomie 1906 i 1907 r. objęła ponad 460 (!) szkół w prowincji Prusy Zachodnie, czyli przedrozbiorowe Pomorze Gdańskie, Powiśle, ziemię chełmińską i ziemię lubawską oraz część Krajny. Inspiracją dla strajków pomorskich były wcześniejsze działania dzieci w prowincji wielkopolskiej, ze słynnym strajkiem we Wrześni (1901) na czele.